# EMI-tábor
Az EMI-tábor mint gyűjtőfogalom az Egyesült Magyar Ifjúság nevű összmagyar ifjúsági szervezet - és Erdélyben az Erdélyi Magyar Ifjak - által 2005 óta minden év nyarán Erdélyben, Délvidéken és az Anyaországban megrendezett nemzeti fesztiválokat jelöli. Az EMI-táborok szervezők által megfogalmazott célja a nemzeti öntudat és az összetartozás érzésének erősítése a határon túli magyarságban, valamint a tartalmas szórakoztatás.

## EMI-táborok Erdélyben
Az erdélyi EMI-táborokat 2008-ig a két testvérszervezet, az Egyesült Magyar Ifjúság és az Erdélyi Magyar Ifjak közösen szervezte, majd az V. EMI-tábortól kezdődően a szervezési feladatokat az erdélyi EMI már önállóan látja el. A táborok állandó helyszíne a gyergyói hegyek között festői helyen található „Négyes Motel” Gyergyószentmiklós mellett. A nemzeti elkötelezettségű ifjúság találkozóhelyeként ismertté vált táborok közös jellemzője az azonos elveken felépülő program-összeállítás: napközben előadások, beszélgetések különböző területek szakértőivel, illetve gyakorlati foglalkozások (íjászat, kézművesség, túrák), a legifjabbaknak gyermekprogramok; este koncertek neves magyar előadókkal. Az alapelv pedig, ami az összes EMI-tábor programjának összeállításánál vezeti a szervezőket, az általuk megfogalmazott hitvallás: „ha az ifjúságban sikerül erősíteni a nemzeti öntudatot kultúrájának és történelmének megismerése révén, az nagyban elősegíti nemzetrészünk azon közös vágyát, hogy egymást segítő, jogainkért kiálló, – és nem utolsósorban – magyar emberek éljenek Erdély földjén az elkövetkező évszázadokban is”.

### I. EMI-tábor, 2005. augusztus 11-15.
Az Egyesült Magyar Ifjúság és az Erdélyi Magyar Ifjak „Merjünk magyarok lenni” (Teleki Pál) mottóval vágott bele abba a gazdasági szempontból is igen merész kísérletbe (lévén hogy mindkét szervezet teljes mértékben nonprofit, a táborokat is nagyrészt önerőből szervezik meg), amely később Erdély legjelentősebb nemzeti jellegű rendezvényévé nőtte ki magát. A cél már ekkor is egy kárpát-medencei magyar találkozóhely megteremtése volt, amely célt sikerült is elérni: a kizárólag önkéntes, rendezvényszervezői képzettséggel nem rendelkező, lelkes magyar fiatalok által megszervezett első erdélyi találkozóra is több mint ezren látogattak el a Kárpát-medence különböző régióiból.
A tábor első napján a nemzeti múlt és hagyományok volt a fő téma, olyan előadók társaságában, mint Hajdó István főesperes, Friedrich Klára és Szakács Gábor, Varga László, Csép Sándor, Csíki Sándor, Kincses Kálmán, Szántai Lajos, Géczy Gábor, Somogyi Botond.
A második nap jelenünk törekvéseit járta körül Wass Albert megítélésétől és kívánatos rehabilitálásától Trianon revíziójának elszalasztott lehetőségein keresztül az autonómiatörekvésekig Raffay Ernő, Vekov Károly, Sántha Attila, Garda Dezső, Toró T. Tibor, Sánta Imre, Gazda Zoltán, Borbély Zsolt Attila, Koltay Gábor részvételével.
Az utolsó nap a lehetséges nemzeti jövőképek felvázolásának jegyében telt. Az alaphangot Böjte Csaba atya adta meg, aki az ökumenikus istentisztelet során arról beszélt, merjünk nagyot álmodni és tenni érte, a sebek kapargatása helyett a jó remény hirdetését válasszuk, ugyanakkor cselekedjünk is érte. Utána Szilágyi Zsolt szólt az autonómia-esélyekről.
A táborban fellépett a Role Pille című csángó rockballadájával, a Karaván, Sólyomfi Nagy Zoltán regős, a Dobogó Kő, a Romantikus Erőszak, Dinnyés József, és a TransylMania. Ezen kívül Tiffán Zsolt és Borbély Zsolt Attila borkóstolója, rovásírás-oktatás, íjazás, fegyver- és viselet-bemutató, nemezelés, filmklub, sajtóklub, valamint Gyilkos-tavi csónakázás tette színesebbé a programot.

### II. EMI-tábor, 2006. augusztus 9-14.
Az EMI második erdélyi nemzeti fesztiváljának programját a szervezők 1956 hősei előtt tisztelegve alakították ki. A rendezvény mottója: „Aki magyar, velünk tart!” volt. Ezúttal már több mint 2500 látogatója volt tábornak. A táborban részt vevő fiatalok felhívást fogalmaztak meg, melyben népszavazást és aláírásgyűjtést hirdettek meg a Kárpát-medencei magyarság önrendelkezése érdekében. A kezdeményezést támogatták a Székely Nemzeti Tanács, az Erdélyi Magyar Nemzeti Tanács és a Magyar Polgári Szövetség jelenlévő képviselői, ugyanakkor csatlakozott hozzá a Magyar Ifjúsági Tanács és a Bolyai Kezdeményező Bizottság is.
A tábor előadó/fellépői: Vesztergám Miklós tárogatóművész, Kővirág, Dobogó Kő, Csabafiak Hagyományőrző Egyesület, Vincze Gábor történész, Szitnyai Jenő rádiós újságíró, Kincses Kálmán református lelkész, Duray Miklós, a felvidéki Magyar Koalíció Pártja ügyvezető alelnöke, Vekov Károly történész, Ervin atya, Harmat néptánccsoport, Fehérlófia, Kryolit, Role, Maurer Oszkár délvidéki és Bott Frigyes felvidéki borász, Csíki Sándor, a Pro Familia Transilvania Egyesület elnöke, Lay Imre az Erdélyi Magyar Ifjak Szövetségének titkára, Garda Dezső történész, Árus Zsolt, az SZNT gyergyószéki elnöke, Bartha József holtmarosi lelkipásztor, a Czegei Wass Alapítvány elnöke, Eva Maria Barki nemzetközi jogász, Hantz Péter és Kovács Lehel a Bolyai Kezdeményező Bizottság tagjai, TransylMania, Ismerős Arcok, Radics Géza történész, Tiffán Zsolt villányi borász, Friedrich Klára, Szakács Gábor (Forrai Sándor Rovásíró Kör), Duma-István András, a Szeret-Klézse Alapítvány vezetője és Berszán Lajos, a gyimesfelsőloki Szent Erzsébet Líceum igazgatója, Kovács Lehel, a Hétfalu újság szerkesztője, Illésfalvi Péter hadtörténész, Wittner Mária, halálraítélt szabadságharcos, Toró T. Tibor (RMDSZ-EMNT), Szilágyi Zsolt (EMNT-MPSZ), Gazda Zoltán (MPSZ), Kónya Hamar Sándor (RMDSZ -Europarlamenti megfigyelő), Ferencz Csaba (SZNT), Bese Botond, Romantikus Erőszak, Majoros István és Csíki Sándor népesedésügyi szakértők, György Attila, Vincze Béla, a 2005-ös év borásza Magyarországon, Böjte Csaba, Kiszely István történész, antropológus, Dr. Gaudi-Nagy Tamás, a Nemzeti Jogvédő Alapítvány kuratóriumi ügyvezetője, Rácz Sándor, az '56-os Nagy-budapesti Központi Munkástanács elnöke, a Magyarok Világszövetsége tiszteletbeli elnöke, Csath Magdolna közgazdász, Borbély Imre, az MVSZ stratégiai bizottságának elnöke, Lezsák Sándor, a Magyar Nemzetpolitikai Társaság elnöke, Mikola István, a Magyar Egészségügyi Társaság elnöke, Molnár Tamás, az Inconnu művészcsoport tagja, a Jobbik alelnöke, Nt. Gergely István, csíksomlyói esperes-plébános, Csávossy György költő, borász, Ágoston Balázs (Magyar Demokrata), Csép Sándor (Erdélyi TV), György Attila (Székelyföld), Makkay József (Erdélyi Napló), Kovács Csaba (Erdely.Ma), Misztrál, Kárpátia, Balla Géza borász.

### III. EMI-tábor, 2007. augusztus 8-12.
A III. EMI-tábor mottója gróf Széchenyi István gondolata: „Tőlünk függ minden, csak akarjunk!”, amellyel a szervezők a harmadik EMI-tábor fő témájára, az önrendelkezésre kívántak utalni. Ezúttal is megduplázódott az előző táborhoz képest a résztvevők száma: immár 5000 résztvevője volt a rendezvénynek, ami azt is jelentette egyben, hogy a tábor kinőtte eddigi helyszínét, a Négyes Motelt, s a táborlakók egy része a száz méterre levő Székely–Csata kulcsosház területén vert sátrat.
A III. EMI-tábor öt napja alatt rengeteg figyelemreméltó előadás hangzott el, az előadók között szerepelt többek között Wittner Mária, Ludányi Horváth Attila, Radics Géza, Vekov Károly, Vincze Gábor, Nagy Mihály, Raffay Ernő, Csép Sándor, Horváth Mátyás, Dánél Sándor, Csíki Sándor, Ágoston Balázs, Hegedűs Tamás, Gergely István, Szöőr Anna és Juhász Imre, Novák Előd, Böjte Csaba, Hantz Péter, Kovács Lehel, Szép Sándor, Borbély Imre, Boros Bánk Levente, Kincses Előd, Für Lajos, Varga Csaba, Lukács Csaba, György Attila, Makkay József vagy Szabó Pál Csaba, olyan témákkal, mint például: a román kommunizmus megítélése; Horthy, a kormányzó; magyar prófétai sors Erdélyben; az MNSZ-től az RMDSZ-ig, Kurkótól Markóig; a kisebbségpolitikától a pártpolitikáig; morális válság Magyarországon – emberi jogi sérelmek 2006 őszén, az önálló állami magyar egyetem létrehozásának esélyei és gáncsai 2007-ben; a lakitelki sátortól a Kossuth téri kordonig – Magyarország műveleti terület; az erdélyi ifjúságpolitika korszakai; a Székely Hadosztály harcai 1918–19-ben.

### IV. EMI-tábor, 2008. augusztus 6-10.
A IV. EMI-tábor mottója Wass Alberttől származik: „Legyen Erdély újra, ami volt!”. A tábor központi témái: a magyar nyelvhasználat Erdélyben illetve az őshonos európai kisebbségek nyelvhasználata valamint Wass Albert élete és munkássága. Az író születésének századik, és halálának tizedik évfordulóján a szervezők méltó emléket kívántak állítani az életművének. A rendkívül színes és bőséges programfolyam eseményei több helyszínen (előadósátorban) folytak. Ebben a táborban mutatkozott be először az EMI-sátor, ahol az EMI struktúrájának megfelelően minden nap egy-egy régió EMI-s csapata szervezett programot.
A negyedik EMI-s nemzeti fesztivál koncertkínálatában is minden korábbit felülmúlt. A résztvevők között voltak: Szilajdob, Beatrice, Hóvirág néptáncegyüttes, Kárpátia, Knock Out, Csíkzsögödi néptáncegyüttes, Vágtázó csodaszarvas, Ossian, Role, Credo, Ismerős Arcok („Éberálom” erdélyi lemezbemutató koncert), TransylMania („Mert tudnom kell” lemezbemutató koncert), NemEZ, Bikini, B-Terv. A IV. EMI-táborba több mint 15 ezer napijegyet váltottak.

### V. EMI-tábor, 2009. augusztus 5-9.
Az ötödik, 17 ezer napi belépőt számláló erdélyi nemzeti tábort ezúttal már az Erdélyi Magyar Ifjak szervezte, magyarországi testvérszervezete nélkül. A programok a korábbi rendezvényeknél megszokott bőséges kínálattal és színvonallal várták a gyergyószentmiklósi helyszínre látogatókat (a program megtalálható a tábor honlapján).
Az események ismét több helyszínen zajlottak, ezek: nagyszínpad, előadósátor, hagyományőrző jurta, keskeny út sátor, Emi-sátor és társalgó sátor, művész sátor, gyerek sátor, film- és borsátor. A koncertkínálat: TransylMania, Kormorán, Ismerős Arcok, Beatrice, Kárpátia, Patrióta, Knock Out, Dalriada, Zanzibár, Hungarica, Moby Dick, Kalapács.

### VI. EMI-tábor, 2010. augusztus 11-15.
A 2010-es esztendőben már a VI. EMI-tábornak örvendezhettünk, melynek mottójául a „Legyen úgy, mint régen volt!” jelmondatot választottuk. Az évek során a gyergyói EMI-tábor a nemzeti értékrendet valló fiatalok Kárpát-medencei találkozóhelyévé vált, így hatodik táborunkban már több, mint 17.000 napi belépőt váltó látogatót számláltunk. A rendezvény kiemelt témakörei között helyet kapott a magyar nemzetpolitika a Kárpát-medencében és a szórványmagyarság helyzete Erdélyben. Továbbá három fontos történelmi eseményt vitattunk meg előadások és kerekasztal-beszélgetések során: az 1920. június 4-én aláírt trianoni diktátum előzményeit és következményeit, a második bécsi döntés politikai és katonai konjunktúráját, valamint a magyar-román együttélés minőségét vizsgáltuk a marosvásárhelyi fekete március eseményeiből kiindulva. A már megszokott tematikus sátrak mellett a 2010-es év újdonsága volt a Szórványért sátor, melynek programjai által a peremvidékeken élő magyarok, csángók helyzetét boncolgattuk, és kultúrájukkal ismerkedtünk.

### VII. EMI-tábor, 2011. augusztus 10-14.
A VII. EMI-tábor mottója Bánffy Miklós nyomán: Megszámláltattál. És híjával találtattál? – utalva a közelgő népszámlálásra és ennek kapcsán a népesedés kérdésére. A 2011-es évben táborunk az ismeretterjesztő és szórakoztató feladatán kívül igyekezett egy nemzetpolitikai műhellyé is válni. Célunk immár nem csak Kárpát-medencei magyarság életének elemzése, de annak alakítása is volt, mely szándékunkat határozottan sikeresnek mondhatjuk!

### 8. EMI-tábor, augusztus 8-12.
2012-ben a Mindszenty József emlékévre való tekintettel a bíboros szavait választottuk táborunk mottójául: „Higgyünk népünk fölemelkedésében.” A 8. EMI-táborban kiemelt szerepet kaptak különböző szórvány- és nemzetstratégiai kérdések, és a hagyományos tematikus sátrak mellett először működött Autonómiasátor a Székely Nemzeti Tanács önkénteseinek szervezésében. Az új helyszínre, Borzontra költözött táborba ellátogatók ismételten több száz előadóval találkozhattak, de a zenei színpad is teljes üzemmódban működött, jól ismert zenekarok közreműködésével.

### 9. EMI-tábor, augusztus 7-11.
2013-ban a 9. EMI-tábor jelmondata a Kárpátia zenekartól idézett „Az akarat utat talál” volt. Kiemelt témáink között voltak a magyar nemzetpolitika aktuális kérdései, a romániai zászlótörvény, a fafeldolgozó ipartelepek és a verespataki cianidos aranybánya ügye, az Autonómia-napon pedig több európai autonómia- és függetlenségi törekvés képviselőivel vitathattuk meg az önrendelkezés kérdéskörét.

### 10. EMI-tábor, augusztus 5-10.
Az EMI-tábor tizedik kiadását a kezdeti célokkal, de még fiatalosabb lendülettel szerveztük, az Ismerős Arcoktól idézve: „Amiről nem mondunk le, az mindig a miénk marad.” A 10. EMI-tábor öt napja során színes programkínálattal, neves előadókkal, esténként pedig fergeteges koncertekkel vártuk a táborozókat. Ezt ígérhetjük a 2015-ös évre is, amikor is a jubileumi kiadást követően újabb lendülettel fogunk neki a 11. EMI-tábor megszervezésének.

## EMI-táborok Délvidéken
Az erdélyi EMI-táborok mintájára felépített délvidéki EMI-táborok életre hívásával is hiánypótló munkát kívánt elvégezni az Egyesült Magyar Ifjúság, hiszen nemzeti jellegű rendezvénye az EMI színre lépéséig nem volt a déli végeknek. A 2009-cel bezárólag megszervezett 4 délvidéki tábor látogatottsága, sikere megmutatta, hogy a folyamatos szerb nyomás alatt álló délvidéki magyarságnak nagy szüksége van egy nemzeti találkozóhelyre, egy olyan szellemi műhelyre, ahol együtt gondolkodhat többi kárpát-medencei magyar nemzettestvérével a megmaradás lehetőségeiről. Egyszersmind pedig az anyaországi magyarság jelentős része előtt méltatlanul kevéssé ismert Délvidék szépségeire és értékeire is fel kívánták hívni a figyelmet a táborszervezők.
A délvidéki táborokat – az erdélyiekkel ellentétben – ezidáig különböző helyszíneken szervezte meg az egyesület.

### I. Délvidéki EMI-tábor, Palics, 2006. július 7-9.
A Szabadka melletti Palicsfürdőn megrendezett EMI-tábort a hírhedt délvidéki magyarverések árnyékában szervezte az Egyesült Magyar Ifjúság, így nem mellékesen azon is kellett munkálkodni, hogy megmutassák: Délvidéknek van egy másik arca is, ami az igazi, s ez nem a verésekről, a magyargyűlöletről szól, hanem az összetartozásról.
Az első délvidéki EMI-tábor ezt az üzenetet hirdette, mottójával: „Aki magyar, velünk tart!”. A rendezvény három napja alatt közel félezer fiatal vett részt a különböző történelmi, közéleti, irodalmi és más kulturális előadásokon valamint foglalkozásokon. Már első alkalommal is szép számú előadót sikerült meghívnia az egyesületnek Délvidékre: Szakács Gábor és Friedrich Klára, Juhász együttes, Forró Lajos, Matuska Márton, Wittner Mária, Gaudi-Nagy Tamás, Bozóki Antal, Gyüre István, Horváth Csaba, Borbély Zsolt Attila, Ágoston Balázs, Dudás Károly, TransylMania, Ismerős Arcok, Kudlik Gábor, Vincze Gábor, Czékus Géza, Vesztergám Miklós, Romantikus Erőszak.

### II. Délvidéki EMI-tábor, Ada, 2007. június 29 – július 1.
Közel ezer magyar fiatal látogatója volt az Egyesült Magyar Ifjúság második délvidéki nemzeti táborának, amelyre a Tisza-parti Adán került sor június 29. és július 1. között. Ezúttal a délvidéki szórványvidék néhány iskolájából is sikerült csoportokat szervezni a táborba. A II. délvidéki nemzeti tábor részvevői is értékes gondolatokat hallhattak a meghívott előadóktól, így például Szentesi Zöldi László, a Magyar Hírlap vezető szerkesztője a híres-hírhedt alföldi betyár, az egykor Délvidéken is garázdálkodó Rózsa Sándor valósághű életútját mutatta be saját kutatási alapján; Horváth Csaba hadtörténész a Magyar Királyi Honvédség 1941 és 1944 közti délvidéki hadműveleteiről beszélt; Vincze Gábor a Délvidék etnikai viszonyainak XVI. és XVIII. század közti átrendeződését taglalta előadásában; Teleki Júlia pedig az 1944-45-ös magyarellenes délvidéki népirtás áldozatainak rehabilitációjáért vívott küzdelmét mutatta be.
A táborban szó esett a koszovói elszakadási törekvéseknek a Délvidékre gyakorolt lehetséges politikai és népesedési következményeiről, valamint a magyarellenes erőszak budapesti és délvidéki példáiról is. A tábor egyik kiemelkedő eseménye volt a Magyarkanizsai Udvari Kamaraszínház A világ és a vége című darabjának előadása. A Wass Albert két kisregényéből, az Adjátok vissza a hegyeimet!, illetve a Jönnek című művekből készült dráma Adán éppolyan kirobbanó sikert aratott, mint a délvidéki társulat erdélyi turnéja során. A koncertkínálat is bővült: fellépett a Beatrice, a Romantikus Erőszak, a Magozott Cseresznye, a Stratégia, a Szkítia, Vesztergám Miklós, a Juhász és a Szökős együttesek.

### III. Délvidéki EMI-tábor, Zentagunaras, 2008. július 4-6.
A harmadik délvidéki nemzeti táborra Bácska szívében, Zentagunarason került sor, ahová a helyieken kívül Magyarországról és Délvidékről is szép számmal érkeztek látogatók, erősítve ezzel az EMI-táborok megszokott összmagyar-jellegét. A háromnapos rendezvény eseményeire több mint kétezer fiatal volt kíváncsi. Felléptek: Kóka Rozália mesemondó és a zentagunarasi gyermek-néptánccsoport, Hungarica, Moby Dick, Romantikus Erőszak, Gaudi-Nagy Tamás, Pusztai Róka Nomád Hagyományőrző Egyesület, Magyar Kanizsai Udvari Kamaraszínház, Madzag Bábegyüttes, Folkolór, Rúzsa Magdi, Ismerős Arcok, Árgyélus együttes, Burány Béla, M. Szabó Imre, Szent Longinus Középkori Hagyományőrző Egyesület, B-Terv, Beatrice.

### IV. Délvidéki EMI-tábor, Zentagunaras, 2009. július 10-12.
Kétezer-ötszáz látogatója volt a negyedik délvidéki EMI-tábornak , amelyet a 2008-as tábor helyszínén, Zentagunarason rendezett meg az Egyesült Magyar Ifjúság a zentagunarasi helyhatósággal együttműködve. Ezzel a látogatói létszámmal a délvidéki EMI-tábor a legjelentősebb nemzeti rendezvénnyé nőtte ki magát Délvidéken, mint ahogy erdélyi testvére is az erdélyi országrészben. E táborban kiemelt célközönség volt a legkisebbek nemzedéke, ezért számos program várta a gyermekeket a legkülönbözőbb kézimunkázástól – rovásírástól, gyöngyözéstől - kezdve a gyermektáncházon át a Wass Albert munkásságára épülő mesejátékig, mely utóbbit a Magyarkanizsai Udvari Kamaraszínház művészei adták elő. A 4. délvidéki EMI-táborban több dokumentumfilm is terítékre került: M. Szabó Imre budapesti újságíró a koncepciós perben összesen hatvanegy év börtönre ítélt öt temerini magyar fiú meghurcoltatását rögzítette filmen, Dulka Andor bánáti történelemtanár pedig az 1944-45-ben Csúrogon történt magyarüldözést dokumentálta egy túlélő vallomása alapján. Koncertek a táborban: CS.Í.T., Nevergreen, Rozsdamaró, B-Terv, Tankcsapda, Romantikus Erőszak, Pokolgép, Damned.

## EMI-tábor Magyarországon
A korábbi években sikerre vitt erdélyi és délvidéki rendezvényeket követően az Egyesült Magyar Ifjúság 2009-ben első alkalommal szervezte meg táborát az anyaországban, mégpedig – Kenderes város képviselő-testületének jóvoltából – a kenderesi Horthy-kastélyban június 19-21. között. A tábor programjaiban az előző évek EMI- táborainak tematikája köszönt vissza: napközben rangos előadókkal, kerekasztal-beszélgetésekkel, filmvetítésekkel, borkóstolókkal, interaktív programokkal, este koncertekkel várták a látogatókat. A tábor színvonalát tovább emelte a tábor ideje alatt, június 20-án, a kastély területén Kenderes Város Önkormányzata és a Horthy Miklós Társaság közös szervezésében a Kormányzó születésének 141. évfordulója alkalmából megrendezett nyilvános konferencia. A rendezvényt megtisztelte jelenlétével a repülőgép-szerencsétlenségben 1942-ben elhunyt Horthy István kormányzóhelyettes özvegye, Gróf Edelsheim Gyulai Ilona.
Előadók/fellépők: Ágoston Balázs, Borbély Zsolt Attila, Pozsonyi Ádám, Ungváry Zsolt újságírók, Vesztergám Miklós, Vadvirág Népdalkör (Kenderes), Szigethy Gábor színháztörténész, Morvai Krisztina, Kaló Imre, Kerecsen, Hungarica, Moby Dick, Takaró Mihály, dr. Szakály Sándor, dr. Halmágyi Pál, dr. Csohány János, Miklós Péter, dr. Hegedűs Miklós, Nagy József Barna, Szakács Árpád, vitéz dr. Barlay Ödön, dr. Velkey György, Kosaras Péter Ákos, Újházi Simonné, dr. Schulek Ágoston, dr. Gedai István, Nyisztor Ferenc, dr. Molnár József, Pók Tamás, Karner Gábor, Hot Jazz Band, Kormorán, Ismerős Arcok, Balczó András, az Összmagyar Szurkolói Szövetség vezetői, Siklósi Beatrix, Bobkó Csaba, Borbély Imre, Vezér-Szörényi László, Hetesi Zsolt, Győrffy Balázs, Molnár Géza Tisza-kutató, gazdálkodó, Nacsa János krízisintervenció-szakértő, B-Terv, Beatrice, Vágtázó Csodaszarvas.
2011-ben a Kaposvár melletti desedai kempingben is rendeztek EMI-tábort. A város önkormányzata 2010-ben támogatást is szavazott meg a szervezetnek, ők cserébe saját költségükön a kemping vizesblokkját alkalmassá tették a napi használatra, pótolták a hiányzó szerelvényeket és elvégezték a szükséges tisztasági festéseket is.